# Michaił Kozłow
Michaił Michajłowicz Kozłow, ros. Михаил Михайлович Козлов (ur. 23 paź.?/5 listopada 1917 w miejscowości Sjesławino w obwodzie tambowskim, zm. 15 marca 2004 w Moskwie) – radziecki dowódca wojskowy, generał armii, I zastępca szefa Sztabu Generalnego Sił Zbrojnych ZSRR, komendant Akademii Wojskowej Sztabu Generalnego (1979–1986), zastępca członka Komitetu Centralnego KPZR (1976–1981).

## Życiorys
Pochodził z rodziny chłopskiej. Służbę w Armii Czerwonej rozpoczął w 1936. W 1939 ukończył Tambowską Oficerską Szkołę Piechoty. Następnie dowodził plutonem szkolnym w Oficerskiej Szkole Piechoty w Orle, a od 1940 – batalionem szkolnym.
Od lutego 1942 brał udział w działaniach wojennych. Początkowo był szefem sztabu pułku strzelców. Od lutego 1944 pełnił służbę w oddziale operacyjnym sztabu 40 Armii, a od października 1944 był szefem sztabu dywizji strzelców. Walczył na frontach: Woroneskim, 1 Ukraińskim oraz 2 Ukraińskim.
Po wojnie – do 1946 był szefem oddziału operacyjnego sztabu armii. W 1949 ukończył studia w Akademii Wojskowej im. M. Frunzego. Następnie pełnił służbę na różnych stanowiskach w Sztabie Generalnym Armii Radzieckiej. W 1955 ukończył studia w Akademii Wojskowej Sztabu Generalnego. Później służył w Sztabie Północnokaukaskiego Okręgu Wojskowego – kolejno na stanowiskach: szef oddziału, zastępca szefa Zarządu Operacyjnego, szef Zarządu Operacyjnego. Od listopada 1960 był szefem Zarządu Operacyjnego Sztabu Kijowskiego Okręgu Wojskowego, a od listopada 1961 – szefem Zarządu Operacyjnego Sztabu Grupy Wojsk Radzieckich w Niemczech. Od października 1967 był zastępcą szefa Sztabu Zabajkalskiego Okręgu Wojskowego.
Od maja 1968 pełnił funkcję I zastępcy szefa Głównego Zarządu Operacyjnego Sztabu Generalnego Sił Zbrojnych ZSRR, a od 1969 był szefem tego Zarządu. Od marca 1974 był I zastępcą szefa Sztabu Generalnego Sił Zbrojnych ZSRR. W 1979 został mianowany komendantem Akademii Wojskowej Sztabu Generalnego. Stanowisko komendanta zajmował do 1986. Dekretem Prezydium Rady Najwyższej ZSRR z 2 lutego 1979 został awansowany na stopień generała armii. Za pracę naukową i dydaktyczną uzyskał tytuł profesora.
Od 1986 był w grupie generalnych inspektorów ministerstwa obrony ZSRR. W 1992 został przeniesiony do rezerwy. W latach 1976–1981 był zastępcą członka Komitetu Centralnego KPZR.
Zmarł w Moskwie i został pochowany na Cmentarzu Trojekurowskim.

## Odznaczenia
- Order Lenina – dwukrotnie
- Order Rewolucji Październikowej
- Order Czerwonego Sztandaru – dwukrotnie
- Order Bohdana Chmielnickiego II stopnia
- Order Bohdana Chmielnickiego III stopnia
- Order Aleksandra Newskiego
- Order Wojny Ojczyźnianej I stopnia – dwukrotnie
- Order Czerwonej Gwiazdy – trzykrotnie
- Order Za Służbę Ojczyźnie w Siłach Zbrojnych ZSRR III stopnia